# Лукомський Віктор Вікторович
Лукомський Віктор Вікторович (1884, Калуга — 15 червня 1947, Белград) — сербський архітектор російського походження.
Його реалізовані архітектурні проекти:
- готель Авала[sr] (Белград, 1928)
- будівля патріархії[sr] (Белград, проект 1932 р., побудовано між 1932 та 1935 рр.)
- палац Зборів Північної Македонії[mk] (м. Скоп'є, проект 1930 р., побудовано 1938/39) та ін.